# Список полных кавалеров ордена Славы (Свердловская область)
Орден Славы — государственная награда Союза Советских Социалистических Республик. Учреждён указом Президиума Верховного Совета СССР от 8 ноября 1943 года. Согласно статуту, состоял из трёх степеней: орден Славы I степени, орден Славы II степени и орден Славы III степени. Орденом награждались «лица рядового и сержантского состава Красной Армии, а в авиации и лица, имеющие звание младшего лейтенанта, проявившие в боях за Советскую Родину славные подвиги храбрости, мужества и бесстрашия». Награждение производилось последовательно: III степенью, II степенью и I степенью. Ордена III и II степеней присваивались приказами воинских соединений, орден I степени — указом Президиума Верховного Совета СССР. Лица, награждённые тремя степенями ордена, являются полными кавалерами ордена Славы.
В данном списке представлены полные кавалеры ордена Славы, родившиеся, а также жившие до или после Великой Отечественной войны на территории современной Свердловской области.
 Серым цветом в таблице выделены люди, не вернувшиеся с фронтов Великой Отечественной войны. 

## Список полных кавалеров ордена Славы Свердловской области
| № п/п | Фото | Персональные данные                                             | Дата указа            | Дата указа            | Дата указа            | Род войск                 | Критерий включения в список | Звание, должность и место службы (на момент представления к 1-й степени ордена)                                                                               |
| № п/п | Фото | Персональные данные                                             | 3 степень             | 2 степень             | 1 степень             | Род войск                 | Критерий включения в список | Звание, должность и место службы (на момент представления к 1-й степени ордена)                                                                               |
| ----- | ---- | --------------------------------------------------------------- | --------------------- | --------------------- | --------------------- | ------------------------- | --- | --- |
| 1     |      | Баранов, Никита Григорьевич 03.04.1906 — 01.02.1987             | 31.03.1944 № 26267    | 29.09.1944 № 1303     | 24.06.1945 № 1912     | Воздушно-десантные войска | До войны жил и работал в Новой Ляле, призван Молотовским РВК города Свердловска.                                                 | Гвардии старшина, помощник командира взвода 5-го гвардейского воздушно-десантного полка 2-й гвардейской воздушно-десантной дивизии.                           |
| 1     |      | Батаков, Филипп Максимович 13.11.1910 — 02.04.1962              | 24.09.1944 № 178392   | 13.05.1945 № 19064    | 27.02.1958 № 3738     | Артиллерия                | Родился в селе Монастырском (ныне Кировское) современного Алапаевского района.                                                   | Сержант, командир орудия 623-го артиллерийского полка 183-й стрелковой дивизии.                                                                               |
| 2     |      | Богданов, Михаил Нестерович 02.12.1911 — 08.04.1979             | 14.08.1944 № 173702   | 04.04.1945 № 27256    | 15.05.1946 № 1121     | Артиллерия                | Родился в деревне Медведковой современного Талицкого района.                                                                     | Гвардии младший сержант, наводчик орудия 266-го гвардейского стрелкового полка 88-й гвардейской стрелковой дивизии.                                           |
| 3     |      | Борисов, Николай Ильич 16.05.1915 — 22.10.1995                  | 25.12.1944 № 232597   | 06.03.1945 № 11152    | 29.06.1945 № 1112     | Стрелковые войска         | Призван Новолялинским РВК. | Старший сержант, командир отделения пешей разведки 801-го стрелкового полка 235-й стрелковой дивизии.                                                         |
| 4     |      | Бородулин, Филипп Иванович 12.04.1911 — 31.10.1983              | 06.02.1945 № 229960   | 16.08.1945 № 42633    | 27.02.1958 № 3616     | Стрелковые войска         | С 1929 года жил и работал в Кушве.                                                                                               | Старший сержант, помощник командира взвода 431-й отдельной разведывательной роты 375-й стрелковой дивизии.                                                    |
| 5     |      | Брюханов, Антон Никитович 20.12.1907 — 26.07.1977               | 01.07.1944 № 18816    | 25.01.1945 № 6160     | 27.06.1945 № 3616     | Инженерные войска         | Родился в селе Бродово современного Пригородного района.                                                                         | Сержант, командир сапёрного отделения 598-го отдельного сапёрного батальона 314-й стрелковой дивизии.                                                         |
| 6     |      | Валишин, Аглиулла Хисматович 17.04.1923 — 05.05.1966            | 22.08.1944 № 371378   | 02.04.1945 № 24868    | 27.06.1945 № 219      | Мотострелковые войска     | До войны жил, учился и работал в Свердловске. Призван Молотовским РВК города Свердловска.                                        | Гвардии младший сержант, автоматчик разведывательного взвода роты управления 61-й гвардейской танковой бригады 10-го гвардейского танкового корпуса.          |
| 7     |      | Верховых, Иван Андреевич 28.05.1917 — 30.03.1951                | 16.06.1944 № 148416   | 28.08.1944 № 1939     | 10.04.1945 № 1477     | Инженерные войска         | С 1948 года жил в городе Нижнем Тагиле.                                                                                          | Гвардии сержант, командир отделения 127-го отдельного гвардейского саперного батальона 121-й гвардейской стрелковой дивизии.                                  |
| 8     |      | Глобус, Лев Давидович 23.04.1914 — 01.01.1945                   | 30.11.1943 № 36437    | 25.05.1944 № 292      | 28.04.1945 не вручён  | Инженерные войска         | С 1939 по 1940 год жил и работал в городе Серове. Призван Серовским РВК.                                                         | Сержант, командир отделения 56-го отдельного штурмового инженерно-сапёрного батальона 12-й штурмовой инженерно-сапёрной бригады.                              |
| 9     |      | Дейнега, Никифор Иванович 30.05.1907 — 23.10.2000               | 25.08.1944 № 120565   | 29.09.1944 № 4656     | 24.03.1945 № 550      | Мотострелковые войска     | До войны жил и работал в Тугулымском районе. Призван Тугулымским РВК. После войны некоторое время жил в селе Верховино.          | Сержант, помощник командира взвода 1234-го стрелкового полка 370-й стрелковой дивизии.                                                                        |
| 10    |      | Дмитриев, Алексей Иванович 26.09.1924 — 15.09.1981              | 15.08.1944 № 200892   | 21.12.1944 № 4402     | 19.04.1945 № 2620     | Артиллерия                | С 1949 года жил и работал в городе Серове.                                                                                       | Гвардии сержант, наводчик орудия 9-го гвардейского стрелкового полка 3-й гвардейской стрелковой дивизии.                                                      |
| 11    |      | Дубинин, Иван Викторович 28.08.1922 — 03.08.2005                | 13.08.1944 № 110804   | 24.08.1944 № 12096    | 27.06.1945 № 209      | Бронетанковые войска      | Родился в деревне Черноусовой современного Каменского района.                                                                    | Гвардии сержант, механик-водитель танка Т-34 93-й (68-й гвардейской) отдельной танковой бригады.                                                              |
| 12    |      | Дульцев, Александр Семёнович 10.09.1921 — 29.04.1975            | 19.01.1944 № 18260    | 19.07.1944 № 2217     | 27.06.1945 № 254      | Инженерные войска         | Родился в деревне Ялым современного Ачитского района.                                                                            | Старший сержант, командир отделения 159-го отдельного моторизованного понтонно-мостового батальона.                                                           |
| 13    |      | Здебчинский, Владимир Станиславович 18.10.1919 — 27.10.1993     | 20.05.1944 № 53141    | 19.01.1945 № 39505    | 24.12.1971 № 2654     | Артиллерия                | Родился в Талице. | Гвардии младший сержант, командир орудия 7-й батареи 173-го гвардейского артиллерийского полка 81-й гвардейской стрелковой дивизии.                           |
| 14    |      | Зибров, Пётр Васильевич 23.06.1925 — 28.11.1989                 | 06.11.1944 № 356668   | 07.04.1945 № 24648    | 15.05.1946 № 1051     | Стрелковые войска         | С 1961 года жил и работал в городе Свердловске.                                                                                  | Гвардии ефрейтор, разведчик 215-го гвардейского стрелкового полка 77-й гвардейской стрелковой дивизии.                                                        |
| 15    |      | Катаев, Александр Демидович 04.04.1925 — 13.05.1980             | 20.05.1944 нет данных | 23.09.1944 нет данных | 27.06.1945 нет данных | Бронетанковые войска      | Родился в селе Елизаветинское, в настоящее время подчинённого городу Нижнему Тагилу.                                             | Гвардии старший сержант, радист-стрелок танка Т-34 61-й гвардейской танковой бригады 10-го гвардейского танкового корпуса.                                    |
| 16    |      | Кашкин, Юрий Петрович 12.02.1914 — 18.11.1990                   | 12.09.1944 № 221831   | 31.03.1945 № 10795    | 24.10.1966 № 2646     | Бронетанковые войска      | В 1941 году эвакуировался в Нижний Тагил. Призван Нижнетагильским ГВК. После войны жил и работал в городе Каменске-Уральском.    | Старший сержант, радист-стрелок танка Т-34 31-й танковой бригады 29-го танкового корпуса.                                                                     |
| 17    |      | Клевцов, Валентин Николаевич 12.01.1923 — 11.03.1992            | 12.09.1944 № 266097   | 31.03.1945 № 17792    | 24.10.1966 № 2655     | Артиллерия                | С 1947 года жил в городе Ревде.                                                                                                  | Гвардии сержант, командир расчёта 120-мм миномёта 44-го гвардейского стрелкового полка 15-й гвардейской стрелковой дивизии.                                   |
| 18    |      | Комаров, Борис Георгиевич 06.03.1925 — 16.04.1945               | 12.12.1944 № 240516   | 31.03.1945 нет данных | 15.05.1946 не вручён  | Стрелковые войска         | До войны жил и учился в Невьянске. Работал в совхозе в селе Быньги.                                                              | Гвардии красноармеец, снайпер 266-го гвардейского стрелкового полка 88-й гвардейской стрелковой дивизии.                                                      |
| 19    |      | Корепанов, Кирилл Григорьевич 01.02.1924 — 05.10.1993           | 02.10.1944 № 249591   | 16.06.1945 № 39844    | 24.10.1966 № 2648     | Бронетанковые войска      | Родился в селе Покровском современного Артёмовского района.                                                                      | Старший сержант, радиотелеграфист танка Т-34 98-го отдельного танкового полка.                                                                                |
| 20    |      | Корюков, Геннадий Александрович 09.09.1926 — 26.08.1994         | 04.10.1944 № 183250   | 18.05.1945 № 9236     | 22.07.1950 № 1678     | Бронетанковые войска      | Родился в Верхнем Тагиле. | Сержант, командир орудия танка Т-34 159-й танковой бригады 1-го танкового корпуса.                                                                            |
| 21    |      | Красавин, Павел Александрович 26.06.1925 — 15.03.2006           | 30.07.1944 224953     | 26.10.1944 8698       | 29.06.1945 № 288      | Мотострелковые войска     | После войны жил и работал в Свердловске.                                                                                         | Гвардии красноармеец, автоматчик взвода разведки роты управления 19-й гвардейской танковой бригады 3-го гвардейского танкового корпуса.                       |
| 22    |      | Ланцухай, Михаил Николаевич 18.09.1915 — 05.06.2003             | 07.01.1944 № 13886    | 09.08.1944 № 2407     | 10.04.1945 № 378      | Стрелковые войска         | После войны жил и работал в Ревде.                                                                                               | Сержант, помощник командира разведывательного взвода 901-го стрелкового полка 245-й стрелковой дивизии.                                                       |
| 23    |      | Лапин, Трофим Якимович 09.05.1913 — 24.03.1981                  | 17.03.1944 № 32219    | 25.01.1945 № 16472    | 15.05.1946 № 1450     | Бронетанковые войска      | До и после войны жил и работал в Свердловске.                                                                                    | Гвардии сержант, механик-водитель танка Т-34 37-й гвардейской танковой бригады.                                                                               |
| 24    |      | Лукиянов, Пётр Григорьевич 07.08.1924 — 14.05.1982              | 25.05.1944 № 108141   | 12.03.1945 № 12218    | 19.04.1945 № 140      | Инженерные войска         | Родился в деревне Агименка на территории современного Туринского района.                                                         | Гвардии сержант, командир сапёрного отделения 262-го гвардейского стрелкового полка 87-й гвардейской стрелковой дивизии.                                      |
| 25    |      | Макурин, Аркадий Иванович 26.01.1919 — 15.11.1992               | 27.07.1944 № 105525   | 06.03.1945 № 10650    | 29.06.1945 № 316      | Медицинская служба        | Родился в Реже. | Гвардии старшина, санинструктор 28-го гвардейского кавалерийского полка 6-й гвардейской кавалерийской дивизии.                                                |
| 26    |      | Малышев, Валентин Александрович 1921 — 02.05.1945               | 24.07.1944 № 135944   | 24.09.1944 № 6044     | 27.06.1945 не вручён  | Стрелковые войска         | До войны жил и работал в Нижнем Тагиле.                                                                                          | Старшина, старший разведчик штабной батареи 808-го артиллерийского полка 253-й стрелковой дивизии.                                                            |
| 27    |      | Марков, Феоктист Георгиевич 17.01.1919 — 24.09.1996             | 26.07.1944 № 144139   | 18.12.1944 № 6739     | 29.06.1945 № 1076     | Стрелковые войска         | Родился в селе Яр на современного Тугулымского района.                                                                           | Ефрейтор, разведчик-наблюдатель взвода управления 281-го истребительно-противотанкового дивизиона 20-й стрелковой дивизии.                                    |
| 28    |      | Минин, Василий Афанасьевич 23.08.1909 — 21.03.1988              | 29.03.1944 № 27221    | 23.09.1944 № 3496     | 27.06.1945 № 218      | Мотострелковые войска     | В начале войны эвакуировался в Свердловск. Призван Ленинским РВК города Свердловска.                                             | Гвардии старший сержант, автоматчик разведывательной роты 61-й гвардейской танковой бригады 10-го гвардейского танкового корпуса.                             |
| 29    |      | Мироненко, Пётр Федосеевич 25.01.1914 — 10.11.2004              | 08.04.1944 нет данных | 05.08.1944 нет данных | 24.12.1959 № 3716     | Инженерные войска         | Призван Карпинским РВК Свердловской области.                                                                                     | Старший сержант, командир отделения 601-го отдельного сапёрного батальона 302-й стрелковой дивизии.                                                           |
| 30    |      | Молодых, Николай Тихонович 19.12.1924 — 05.11.1997              | 04.08.1944 № 88611    | 05.05.1945 № 25458    | 15.05.1946 № 1133     | Стрелковые войска         | Родился в деревне Яр на территории современного Байкаловского района.                                                            | Гвардии старший сержант, командир стрелкового отделения 172-го гвардейского стрелкового полка 57-й гвардейской стрелковой дивизии.                            |
| 31    |      | Налобин, Василий Панфилович 02.02.1923 — 03.07.2003             | 30.04.1944 № 2318     | 03.10.1944 № 5272     | 24.03.1945 № 1726     | Мотострелковые войска     | До войны жил и работал на станции Косулино, затем в Свердловске, после войны — в посёлке Верхнее Дуброво.                        | Гвардии младший сержант, заместитель командира отделения станковых пулемётов моторизованного батальона 10-й отдельной гвардейской танковой бригады.           |
| 32    |      | Невредимов, Василий Иванович 22.08.1923 — 20.02.2000            | 23.05.1944 № 9099     | 08.09.1944 № 3482     | 10.04.1945 № 276      | Бронетанковые войска      | До войны жил и работал в Нижнем Тагиле.                                                                                          | Гвардии старшина, радист-пулемётчик танка Т-34 62-й гвардейской танковой бригады 10-го гвардейского танкового корпуса.                                        |
| 33    |      | Нефёдков, Афанасий Фролович 01.05.1904 — 20.07.1945             | 31.08.1944 нет данных | 26.10.1944 нет данных | 10.04.1945 нет данных | Артиллерия                | Родился в деревне Востоково на территории современного Гаринского района.                                                        | Младший сержант, наводчик орудия батареи 76-миллиметровых пушек 837-го стрелкового полка 238-й стрелковой дивизии.                                            |
| 34    |      | Никулин, Геннадий Михайлович 03.06.1923 — 04.10.1951            | 30.06.1944 № 101914   | 30.09.1944 № 1500     | 24.03.1945 № 35       | Стрелковые войска         | Родился в деревне Голышкина на территории современного Камышловского района.                                                     | Старший сержант, помощник командира взвода пешей разведки 975-го стрелкового полка 270-й стрелковой дивизии.                                                  |
| 35    |      | Озорнин, Никифор Максимович 21.02.1904 — 02.07.1958             | 01.07.1944 № 250268   | 10.02.1945 № 10110    | 27.06.1945 № 1123     | Инженерные войска         | Родился в деревне Меркушино на территории современного Камышловского района.                                                     | Сержант, командир сапёрного отделения 598-го отдельного сапёрного батальона 314-й стрелковой дивизии.                                                         |
| 36    |      | Палкин, Николай Григорьевич 26.04.1913 — 27.01.1990             | 14.08.1944 № 240790   | 07.05.1945 № 1141     | 15.05.1946 № 1352     | Стрелковые войска         | До войны жил в Свердловской области, работал на прииске «Покап» на территории, подчинённой в настоящее время городу Нижней Туре. | Гвардии старшина, старшина стрелковой роты 242-го гвардейского стрелкового полка 82-й гвардейской стрелковой дивизии.                                         |
| 37    |      | Парминов, Александр Андреевич 02.09.1922 — 26.08.1994           | 14.08.1944 № 213330   | 07.05.1945 № 46799    | 15.05.1946 № 439      | Артиллерия                | С 1968 года жил в посёлке Билимбай Первоуральского горсовета.                                                                    | Сержант, командир орудийного расчёта 308-го стрелкового полка 98-й стрелковой дивизии.                                                                        |
| 38    |      | Патрин, Михаил Петрович 31.12.1905 — 19.10.1973                 | 09.12.1943 № 58704    | 16.02.1945 № 29715    | 27.06.1945 № 1120     | Артиллерия                | Родился в посёлке Нижняя Сарана (ныне Сарана) на территории современного Коасноуфимского района.                                 | Младший сержант, наводчик орудия батареи 76-миллиметровых пушек 646-го стрелкового полка 152-й стрелковой дивизии.                                            |
| 39    |      | Первин, Степан Сергеевич 09.05.1924 — 18.07.1958                | 10.02.1944 № 5965     | 08.04.1945 № 7139     | 31.05.1945 № 1757     | Кавалерия                 | Родился в деревне Первина на территории современного Туринского района.                                                          | Гвардии старший сержант, командир сабельного отделения 58-го гвардейского кавалерийского полка 16-й гвардейской кавалерийской дивизии.                        |
| 40    |      | Першаков, Виктор Сергеевич 03.05.1913 — 14.04.1973              | 14.07.1944 № 104373   | 14.02.1945 № 13559    | 29.06.1945 № 311      | Кавалерия                 | Родился в посёлке Надеждинский Завод (ныне город Серов).                                                                         | Гвардии красноармеец, пулемётчик 24-го гвардейского кавалерийского полка 5-й гвардейской кавалерийской дивизии.                                               |
| 41    |      | Петров, Владимир Андреевич 02.03.1923 — 28.04.1980              | 12.06.1944 № 54080    | 07.02.1945 № 5705     | 15.05.1946 № 864      | Артиллерия                | До войны жил и работал в Свердловске.                                                                                            | Гвардии сержант, командир орудия батареи 76-миллиметровых пушек 206-го гвардейского стрелкового полка 69-й гвардейской стрелковой дивизии.                    |
| 42    |      | Петухов, Иван Ефимович род. 1924                                | 10.11.1944 № 181876   | 02.04.1945 № 29714    | 15.05.1946 № 1124     | Стрелковые войска         | До войны жил и учился в посёлке Исеть. Призван Молотовским РВК города Свердловска.                                               | Гвардии старший сержант, командир отделения взвода пешей разведки 150-го гвардейского стрелкового полка 50-й гвардейской стрелковой дивизии.                  |
| 43    |      | Пигин, Кузьма Михайлович 01.01.1918 — 04.01.1989                | 29.12.1944 № 239690   | 21.03.1945 № 6179     | 15.05.1946 № 1125     | Инженерные войска         | Родился в селе Покровском на территории современного Пригородного района.                                                        | Сержант, командир отделения 222-го инженерно-сапёрного батальона 38-й инженерно-сапёрной бригады.                                                             |
| 44    |      | Попов, Георгий Александрович 27.12.1924 — 03.06.2002            | 18.04.1944 № 28826    | 23.05.1944 № 359      | 24.03.1945 № 2621     | Стрелковые войска         | Родился в Ревде. | Красноармеец, разведчик 488-й отдельной разведывательной роты 219-й стрелковой дивизии.                                                                       |
| 45    |      | Пульников, Семён Петрович 14.09.1925 — 09.02.2008               | 04.04.1944 № 692590   | 13.02.1945 № 19122    | 31.03.1956 № 2352     | Стрелковые войска         | Родился в деревне Пульниково на территории современного Пышминского района.                                                      | Сержант, командир стрелкового отделения 827-го стрелкового полка 302-й стрелковой дивизии.                                                                    |
| 46    |      | Пьянков, Михаил Иванович 12.11.1923 — 30.04.2005                | 05.09.1944 нет данных | 15.03.1945 нет данных | 19.04.1996 нет данных | Стрелковые войска         | С 1964 года жил в поселке Заводоуспенское.                                                                                       | Старший сержант, командир отделения взвода пешей разведки 85-го стрелкового полка 325-й стрелковой дивизии.                                                   |
| 47    |      | Решетов, Николай Афанасьевич 10.12.1922 — 06.01.2016            | 30.06.1944 № 56882    | 10.09.1944 № 10450    | 24.03.1945 № 367      | Инженерные войска         | С 1953 года проживал в Тавде. | Гвардии сержант, командир отделения 43-го отдельного гвардейского сапёрного батальона 38-й гвардейской стрелковой дивизии.                                    |
| 48    |      | Россихин, Евсей Фадеевич 22.07.1913 — 17.11.1996                | 23.10.1944 № 173498   | 13.04.1945 № 25492    | 15.05.1946 № 1106     | Артиллерия                | Родился в селе Нижнеиргинском на территории современного Красноуфимского района.                                                 | Гвардии старший сержант, командир расчёта миномётной батареи 244-го гвардейского стрелкового полка 82-й гвардейской стрелковой дивизии.                       |
| 49    |      | Рыбаков, Валентин Владимирович 13.01.1908 — 04.12.1982          | 18.01.1944 № 19817    | 02.02.1945 № 10122    | 27.06.1945 № 1117     | Стрелковые войска         | После войны жил и работал в Свердловске.                                                                                         | Старшина, командир стрелкового отделения 218-го стрелкового полка 80-й стрелковой дивизии.                                                                    |
| 50    |      | Самодуров, Евгений Парфёнович 13.04.1925 — 21.02.1945           | 05.04.1944 № 27226    | 08.09.1944 № 3498     | 10.04.1945 не вручён  | Бронетанковые войска      | До войны жил, учился и работал в Свердловске. Призван Железнодорожным РВК.                                                       | Гвардии старший сержант, радист-стрелок танка Т-34 61-й гвардейской танковой бригады 10-го гвардейского танкового корпуса.                                    |
| 51    |      | Селезнёв, Владимир Иванович 15.11.1924 — 27.06.2013             | 18.07.1944 № 460548   | 05.12.1944 № 42639    | 26.11.1958 № 2377     | Стрелковые войска         | С 1957 года жил в Сухом Логу. | гвардии старшина, разведчик взвода пешей разведки 1257-го стрелкового полка 379-й стрелковой дивизии.                                                         |
| 52    |      | Ситников, Александр Фёдорович 1908 — 01.03.1953                 | 23.04.1944 № 41003    | 16.10.1944 № 6084     | 27.06.1945 № 377      | Стрелковые войска         | Родился в Тавде. | Старшина, командир отделения роты автоматчиков 823-го стрелкового полка 302-й стрелковой дивизии.                                                             |
| 53    |      | Соболев, Иван Васильевич 23.10.1923 — 26.03.1945                | 29.03.1944 № 27223    | 23.09.1944 № 3488     | 10.04.1945 не вручён  | Мотострелковые войска     | До войны жил, учился и работал в Свердловске. Призван Орджоникидзевским РВК.                                                     | Гвардии младший сержант, разведчик роты управления 61-й гвардейской танковой бригады 10-го гвардейского танкового корпуса.                                    |
| 54    |      | Стрыгин, Василий Тихонович 23.12.1913 — 13.02.1973              | 29.03.1944 нет данных | 23.09.1944 нет данных | 10.04.1945 нет данных | Мотострелковые войска     | До войны жил и работал в Свердловске. Призван Ленинским РВК.                                                                     | Гвардии старший сержант, помощник командира взвода 7-го отдельного гвардейского мотоциклетного батальона 10-го гвардейского танкового корпуса.                |
| 55    |      | Сударьков, Николай Максимович 12.10.1923 — 27.05.2006           | 10.06.1944 № 18573    | 29.09.1944 № 4812     | 29.06.1945 № 2958     | Войска связи              | В 1941 году эвакуировался в Нижний Тагил. Призван Нижнетагильским ГВК.                                                           | Гвардии старшина, командир взвода связи 7-го гвардейского воздушно-десантного стрелкового полка 2-й гвардейской воздушно-десантной дивизии.                   |
| 56    |      | Сушинских, Александр Фёдорович 19.06.1903 — 30.05.1979          | 13.12.1944 № 248820   | 13.05.1945 № 22377    | 01.10.1968 № 3161     | Артиллерия                | Родился в посёлке Пышма. | Гвардии красноармеец, наводчик 45-миллиметровой пушки 5-го гвардейского воздушно-десантного стрелкового полка 2-й гвардейской воздушно-десантной дивизии.     |
| 57    |      | Таныгин, Борис Константинович 01.03.1926 — 03.11.1980           | 14.09.1944 № 204381   | 31.01.1945 № 27396    | 31.05.1945 № 852      | Артиллерия                | Родился в деревне Старая Ляля на территории современного Новолялинского района.                                                  | Гвардии младший сержант, наводчик миномёта 140-го гвардейского стрелкового полка 47-й гвардейской стрелковой дивизии.                                         |
| 58    |      | Тафинцев, Василий Степанович 23.12.1922 — 05.07.1961            | 24.02.1944 № 53028    | 11.09.1944 № 4918     | 24.03.1945 № 46       | Мотострелковые войска     | С 1948 года жил и работал в Алапаевске.                                                                                          | Гвардии старший сержант, командир отделения разведки 75-го отдельного гвардейского самоходного артиллерийского дивизиона 69-й гвардейской стрелковой дивизии. |
| 59    |      | Толстобров, Яков Еремеевич 22.10.1905 — 06.02.1986              | 07.08.1944 № 123410   | 26.02.1945 № 15663    | 31.05.1945 № 62       | Мотострелковые войска     | До войны жил, учился и работал в Свердловске.                                                                                    | Гвардии старший сержант, автоматчик автоматной роты 5-го отдельного гвардейского мотоциклетного полка 2-й гвардейской танковой армии.                         |
| 60    |      | Третьяков, Николай Спиридонович 19.12.1918 — 31.05.1996         | 31.07.1944 № 115848   | 13.03.1945 № 7125     | 15.05.1946 № 1109     | Артиллерия                | После войны жил и работал в Первоуральске.                                                                                       | Гвардии ефрейтор, командир орудия 163-го гвардейского истребительно-противотанкового артиллерийского полка.                                                   |
| 61    |      | Узких, Николай Артемьевич 1924 — 27.03.1945                     | 06.09.1944 № 213326   | 27.01.1945 нет данных | 27.06.1945 не вручён  | Артиллерия                | До войны жил, учился и работал в Полевском.                                                                                      | Сержант, командир орудия взвода противотанковой обороны 308-го стрелкового полка 98-й стрелковой дивизии.                                                     |
| 62    |      | Усманов, Муллаям (Муллоян) Ахмедьянович 16.08.1910 — 13.05.1977 | 19.09.1944 № 149777   | 23.12.1944 № 29669    | 10.04.1945 № 2651     | Стрелковые войска         | С 1930 года жил и работал в Первоуральске.                                                                                       | Гвардии красноармеец, разведчик 175-го гвардейского стрелкового полка 58-й гвардейской стрелковой дивизии.                                                    |
| 63    |      | Холкин, Василий Васильевич 12.03.1914 — 16.06.1982              | 21.08.1944 № 110704   | 01.02.1945 № 10190    | 27.06.1945 № 120      | Бронетанковые войска      | Родился в Нижнем Тагиле. | Гвардии старшина, командир орудия танка Т-34 53-й гвардейской танковой бригады 6-го гвардейского танкового корпуса.                                           |
| 64    |      | Хохряков, Николай Фёдорович 20.12.1920 — 12.03.1972             | 30.01.1944 № 639901   | 24.04.1945 № 16190    | 20.12.1951 № 289      | Кавалерия                 | Родился в деревне Трубина на территории современного Пышминского района.                                                         | Гвардии сержант, командир отделения взвода разведки 54-го гвардейского кавалерийского полка 14-й гвардейской кавалерийской дивизии.                           |
| 65    |      | Читаев, Владимир Фёдорович 16.08.1924 — 23.08.1979              | 13.07.1944 № 93422    | 06.08.1944 № 4868     | 24.03.1945 № 566      | Мотострелковые войска     | Призван Кушвинским ГВК Свердловской области.                                                                                     | Старшина, старшина роты автоматчиков моторизованного батальона автоматчиков 65-й танковой бригады 11-го танкового корпуса.                                    |
| 66    |      | Шутов, Никита Егорович 30.03.1912 — 10.05.1961                  | 25.08.1944 № 214926   | 24.03.1945 № 32136    | 27.06.1945 № 306      | Артиллерия                | Родился в деревне Палецковой на территории современного Байкаловского района.                                                    | Сержант, наводчик орудия 637-го лёгкого артиллерийского полка 15-й лёгкой артиллерийской бригады 3-й артиллерийской дивизии прорыва РГК.                      |
| 67    |      | Юрасов, Иван Михайлович 08.09.1922 — 10.09.2016                 | 31.05.1944 № 278575   | 18.02.1945 № 7066     | 31.05.1945 № 1122     | Мотострелковые войска     | Родился в деревне Топорковой на территории современного Алапаевского района.                                                     | Красноармеец, автоматчик взвода разведки 257-го отдельного танкового полка.                                                                                   |